# Upplands runinskrifter 919
Upplands runinskrifter 919 är en runsten i Blacksta nordväst om Jumkil, Uppsala kommun. Stenen är rest ett par meter ostnordost om den gamla landsvägen. Stenen stod tidigare på en åker öster om Blacksta.

## Stenen

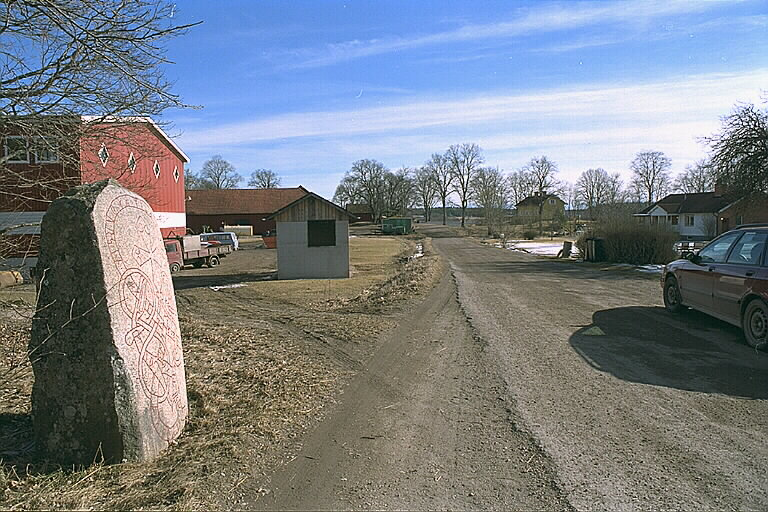
Runstenen utmed gamla landsvägen i Blacksta.

Runstenen är i ljusgrå granit, 1,97 meter hög, 1,32 meter bred och 0,65 meter tjock (vid basen).

## Inskriften
Ristningen är väl bevarad och överlag djupt huggen. Ristaren Tord har även signerat U 1107 cirka 5 kilometer bort och allt talar för att det är samma ristare. Förmodligen har denne Tord, som varit skicklig i sitt yrke, även ristat flera osignerade stenar i området. Tord var troligen inspirerad av runmästaren Öpirs verk och möjligen en lärjunge till denne.
Translitterering av runraden:
kuþfastr aok ' þorontr ' litu rita sten ' eftiʀ ' faþur sin ' hals ' ok frykuþr ' yftiʀ ' bonta sin ' þorþr : hiak · runar · þisar ' ual
Normalisering till runsvenska:
Guðfastr ok Þrondr letu retta stæin æftiʀ faður sinn Hals, ok Frøyguðr æftiʀ bonda sinn. Þorðr hiogg runaʀ þessaʀ val.
Översättning till nusvenska:
Gudfast och Trond läto uppresa stenen efter sin fader Hals, och Frögunn efter sin man. Tord högg dessa runor väl.
Namnet Gudfast förekommer också på runstenen U 918 som också den är rest i Blacksta. Förmodligen är det samma man som avses.